# 오오카촌 (시즈오카현)
오오카촌(大岡村)은 시즈오카현 동부 슨토군에 있던 촌이다. 현재의 누마즈시에 해당한다.

## 교통

### 철도
촌내에 고텐바선이 통과하지만 역은 없었고, 폐선후 오오카역이 개업했다.

### 도로
- 국도 제1호선

## 역사
- 1889년 4월 1일 - 정촌제 시행에 의해 슨토군 오오카촌이 성립하였다.
- 1944년 4월 1일 - 가나오카촌, 가타하마촌, 시즈우라촌과 함께 누마즈시에 편입되었다.

## 참고문헌
- 가도카와 일본 지명 대사전 22 静岡県